# 施瓦茨
施瓦茨（德語：Schwaz，德語發音：[ˈʃvaːts] ⓘ）是奧地利西部蒂罗尔州的一個城市。施瓦茨是施瓦茨縣的行政中心，人口約有1.3萬人。在中世紀時，施瓦茨曾經是一個重要的銀礦開采中心。

## 友好城市
- 法國 佩阿日堡

施瓦茨 - Schwaz
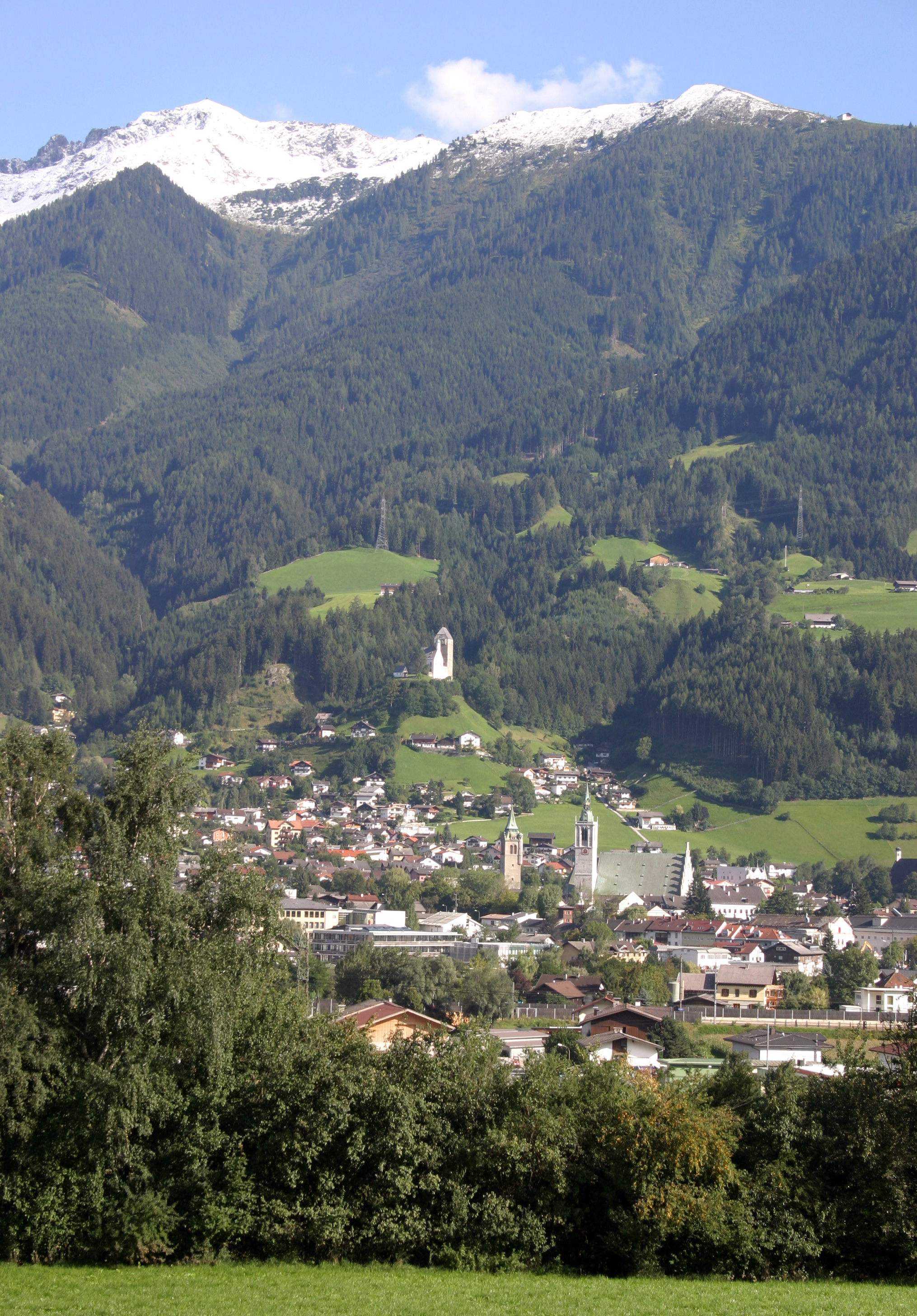
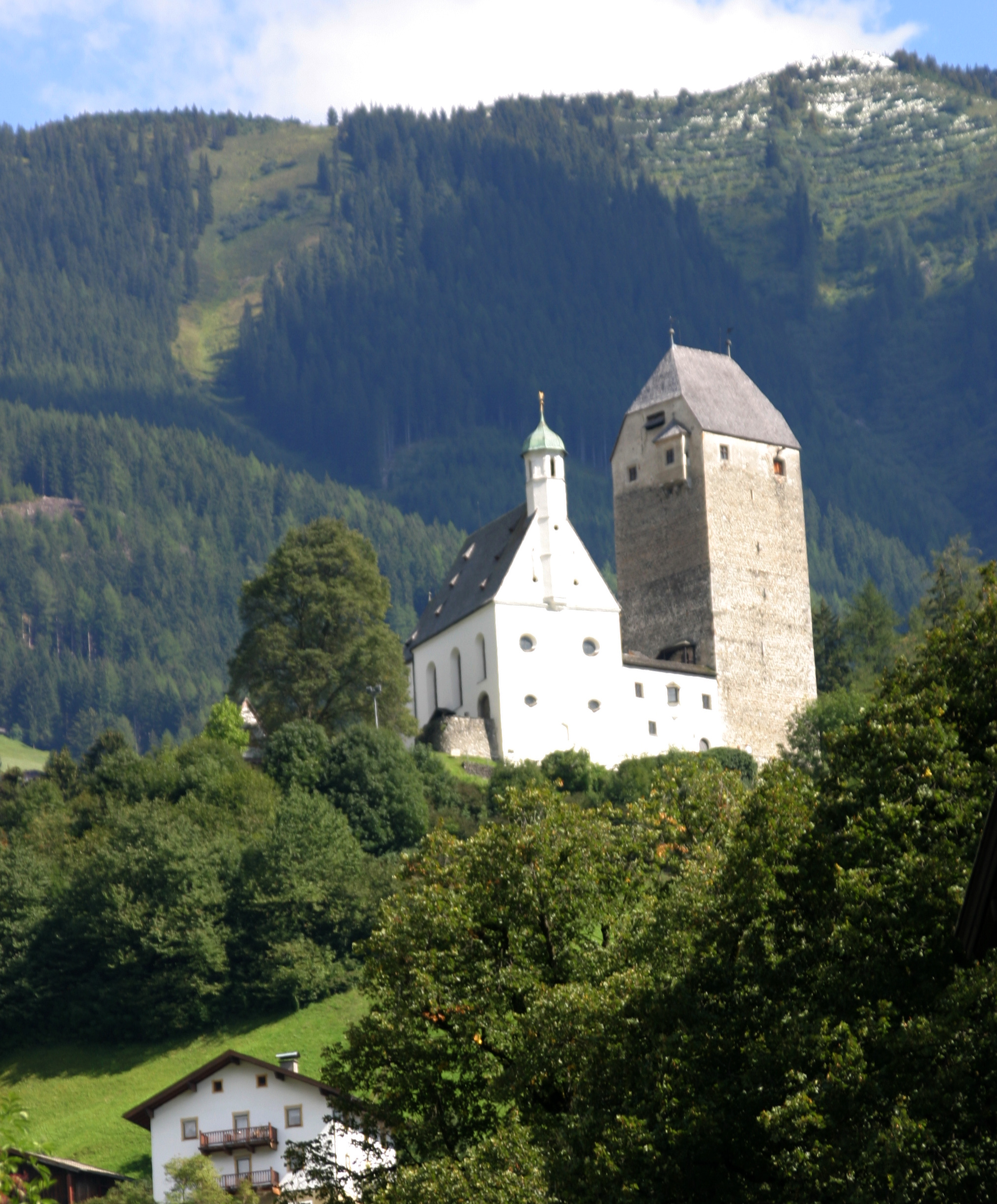
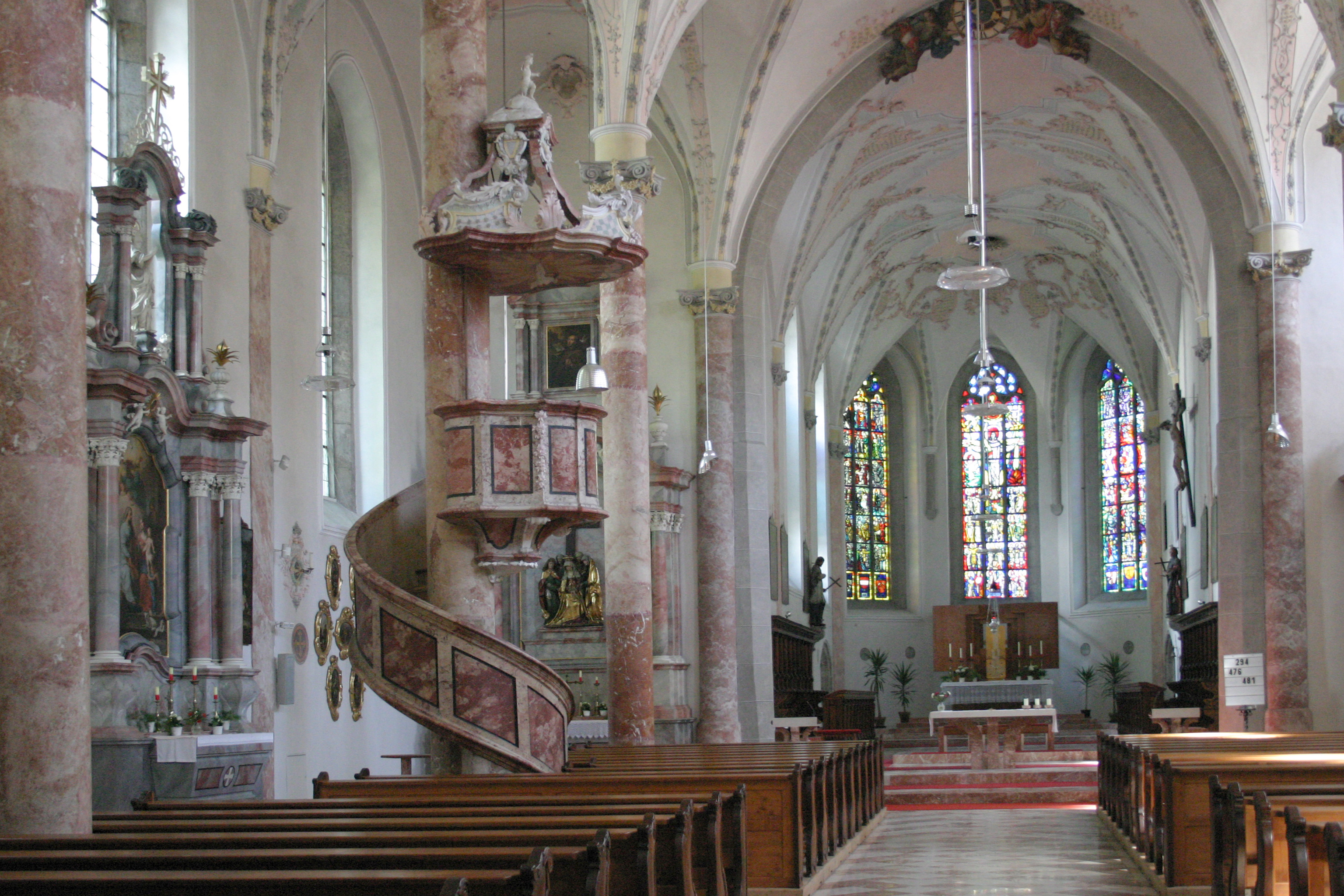
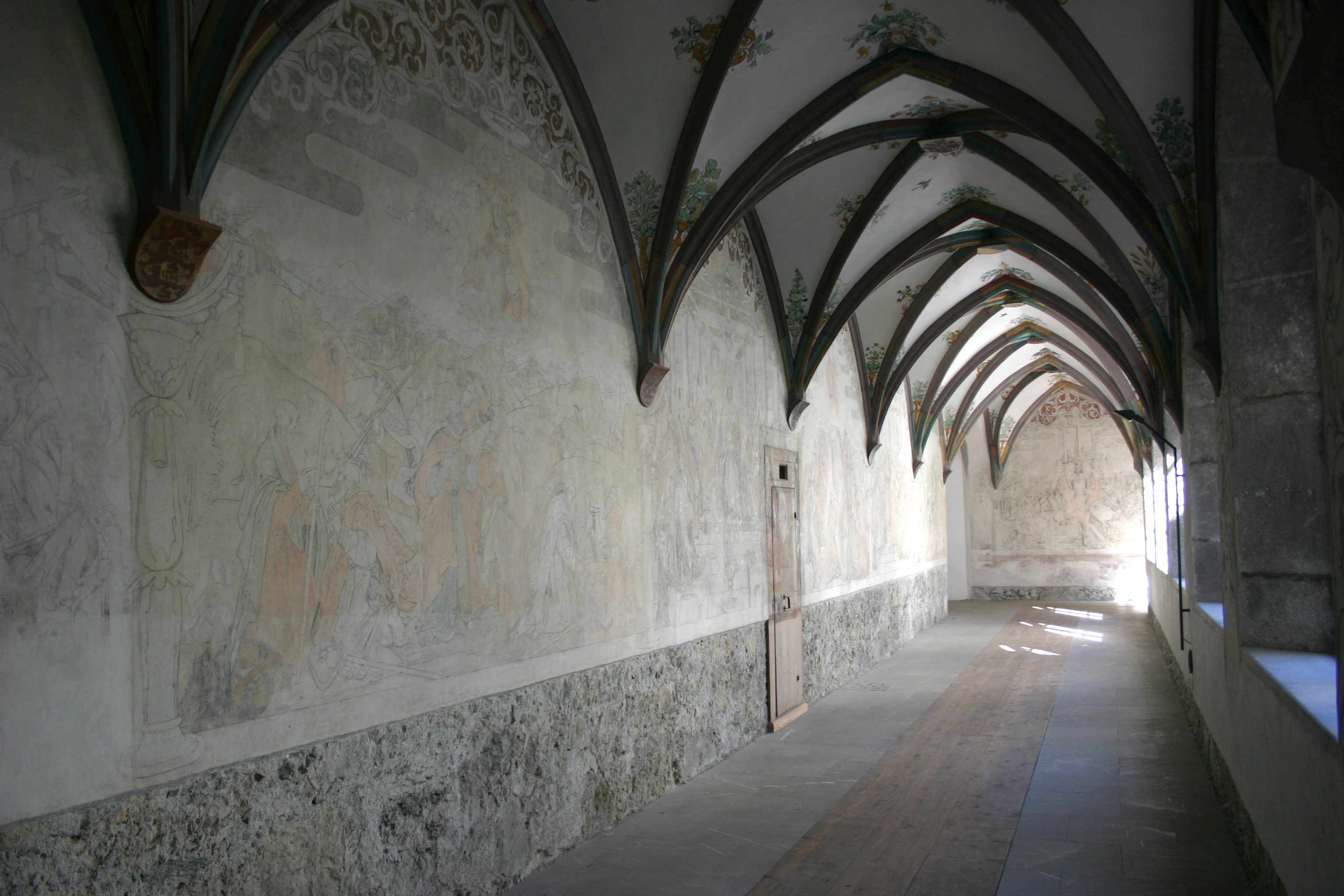
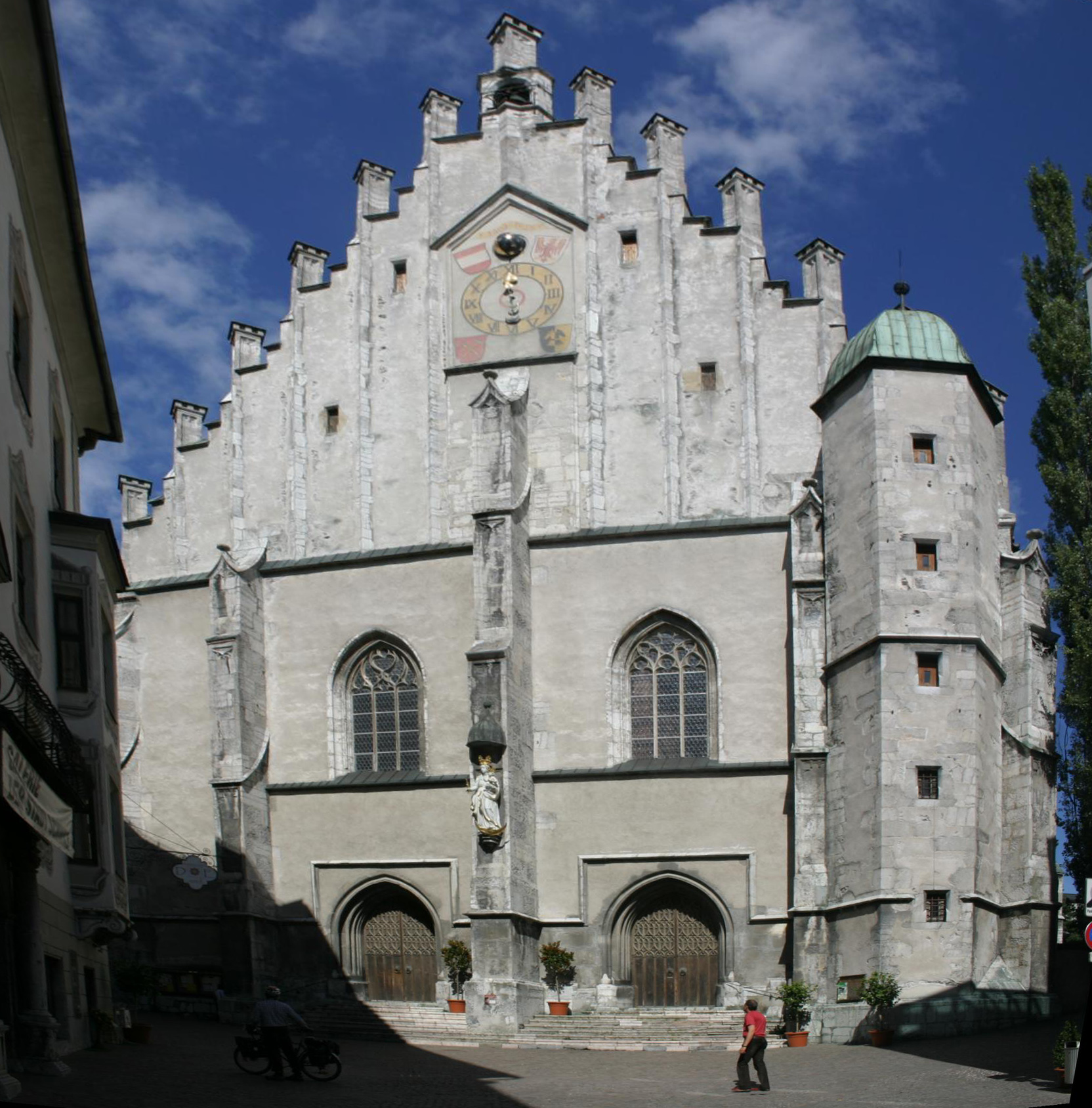
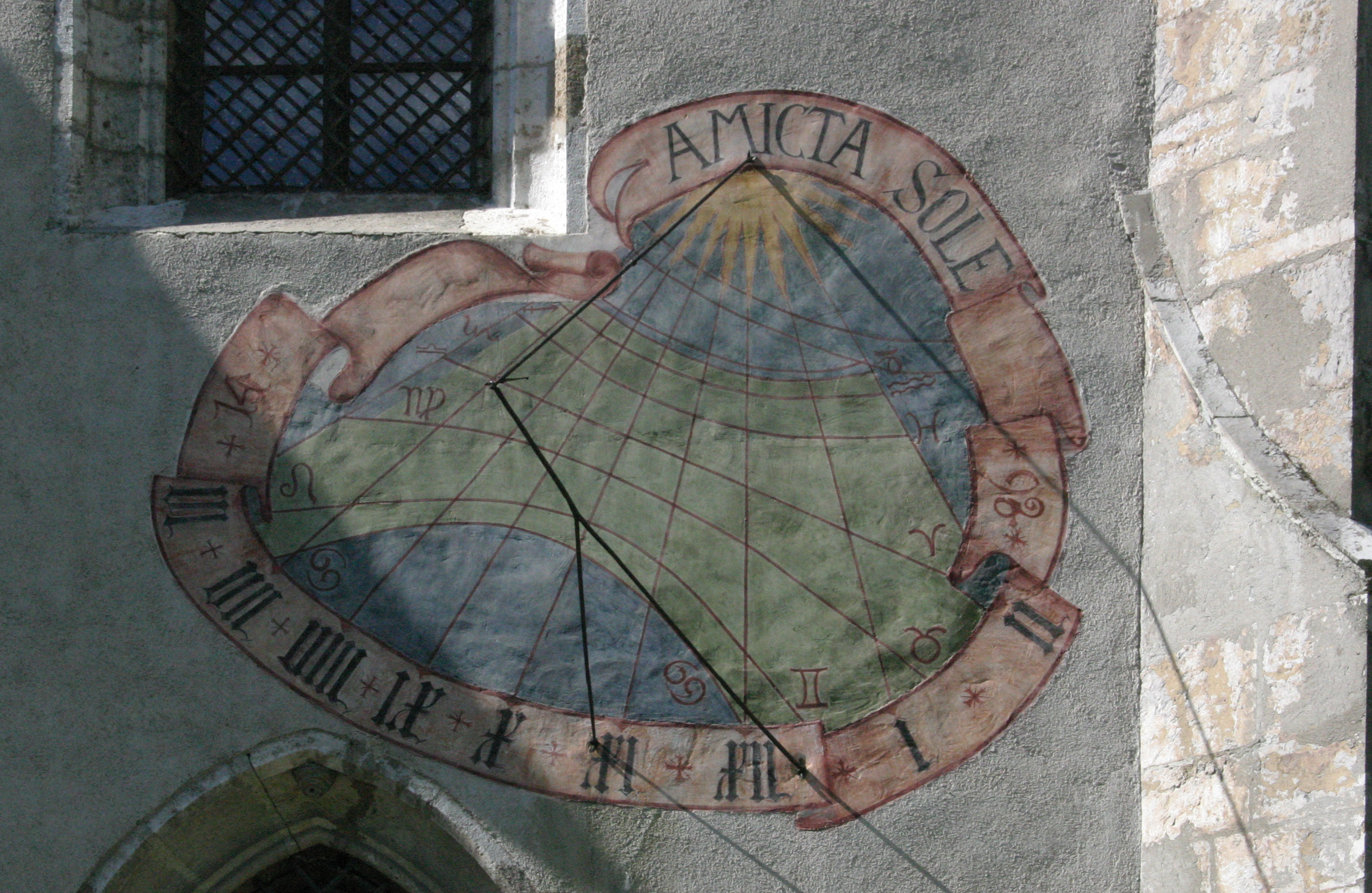
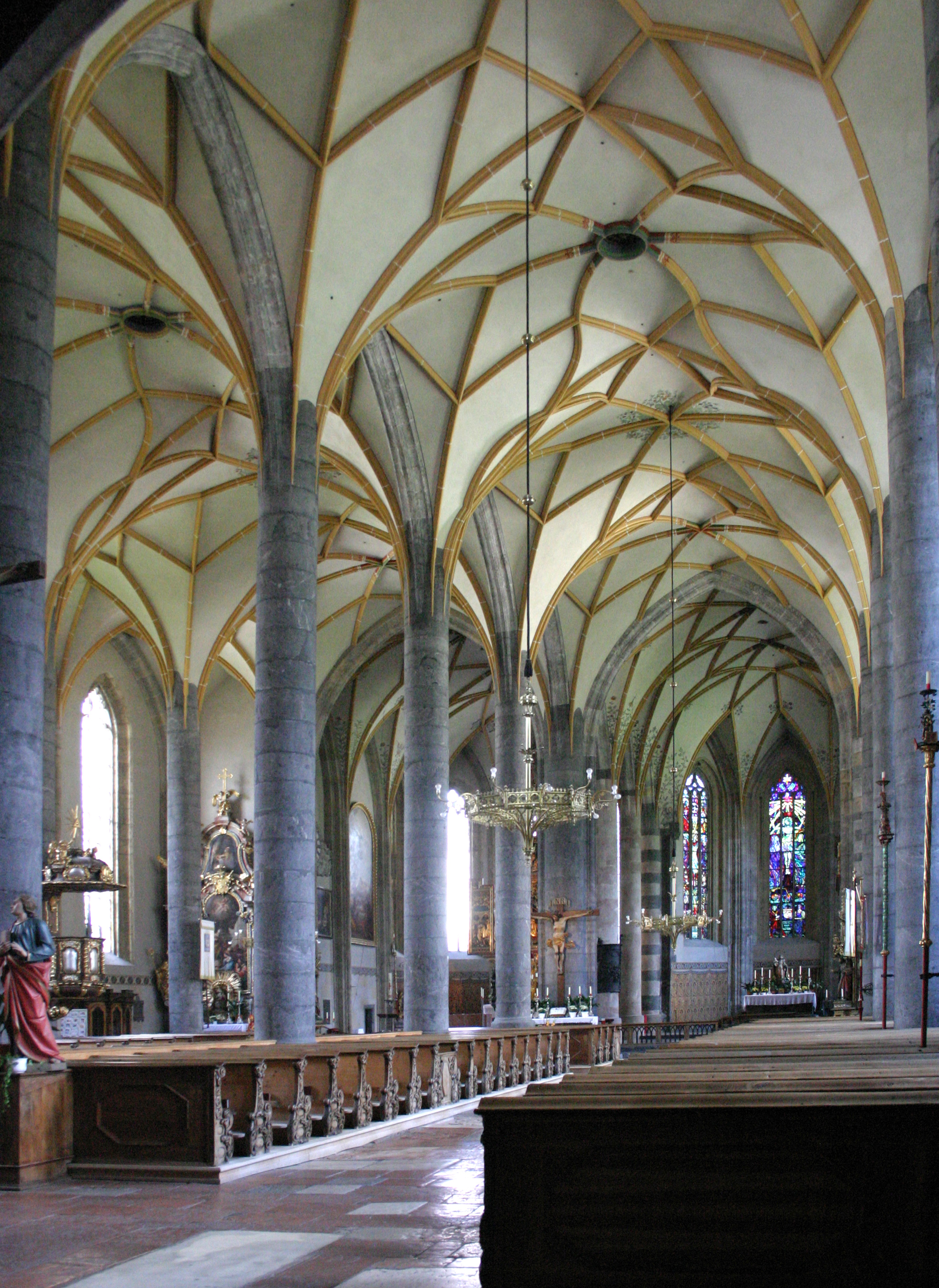
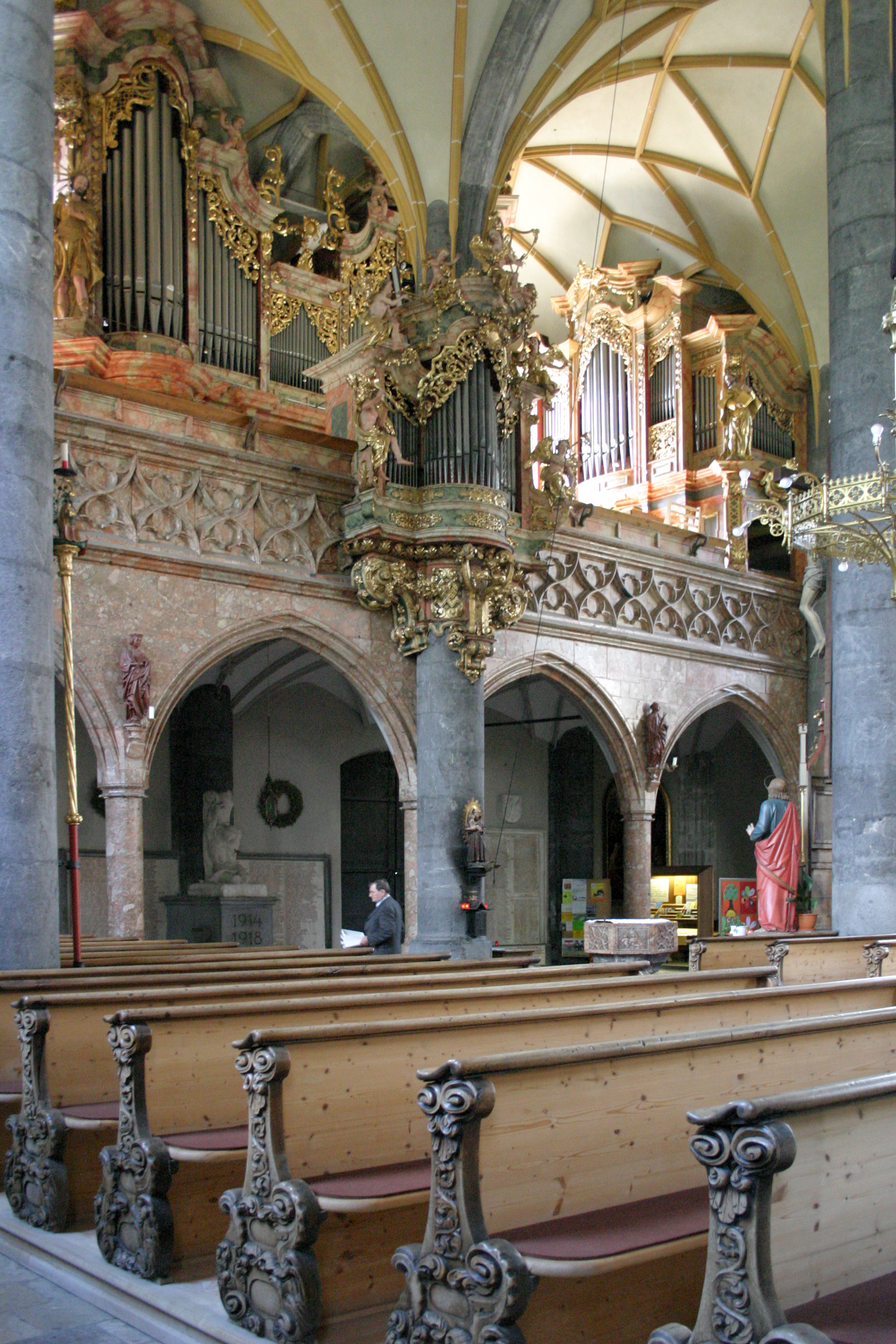